# Ansambel Mladi korenjaki
Ansambel Mladi korenjaki (nemško Die jungen Helden) je narodnozabavna zasedba, ki je bila ustanovljena v letu 2006. Gre za kvintet, ki izvaja narodnozabavno in zabavno glasbo s štiriglasnim petjem. Veliko nastopajo tudi v tujini pod imenom Die jungen Helden. Sedež imajo v Gorici pri Slivnici.

## Zasedba
Člani ansambla so:
- Blaž Turinek - trobenta (pri zabavni glasbi bobni);
- Dejan Bevc - klarinet;
- Robi Novak - harmonika;
- Tilen Kočevar - bariton ali bas kitara;
- Jaka Napotnik - ritem kitara (pri zabavni glasbi jazz kitara);

Nekdanji člani ansambla so:
- Dejan Frece - trobenta;
- Primož Tovornik - ritem kitara;
- Matej Jagrič - ritem kitara;

## Delovanje
Ansambel Mladi korenjaki je bil ustanovljen leta 2006. Dve leti po ustanovitvi so se udeležili festivala v Marija Reki, kjer so zmagali.
Leta 2010 so zmagali na tekmovanju Polkina zvezda, ki so ga organizirali v sklopu narodnozabavne oddaje Polka in majolka. Po oceni strokovne komisije so osvojili 1. mesto, po oceni gledalcev pa 3. mesto.
Na tretjo adventno nedeljo leta 2013 so v Gorici pri Slivnici organizirali samostojni koncert z naslovom Večer korenjakov. Takrat so še delovali v zasedbi Bevc, Frece, Novak, Tovornik in Kočevar. Kot gostje so na koncertu, ki je potekal pred polno dvorano, nastopili tudi Skupina Gadi, Ansambel Unikat, Ansambel Veseli svatje in Oto Pestner, pri zaključni pesmi pa sta se pridružila še Dejan Krajnc (Ansambel Poskočni muzikanti) in Bojan Lugarič (Ansambel Slovenski zvoki).
Leta 2016 so nastopili na finalu 21. festivala Slovenska polka in valček. V konkurenci polk so se predstavili s skladbo Najin poljub. V finale tega najprestižnejšega festivala narodnozabavne glasbe so se uvrstili tudi naslednje leto, kjer so se ponovno predstavili v konkurenci polk, tokrat s skladbo Korenjak. Istega leta so se predstavili še na finalnem večeru najstarejšega festivala narodnozabavne glasbe na Ptuju.

## Uspehi
Ansambel Mladi korenjaki se je udeležil nekaterih festivalov in tekmovanj in dosegel naslednje uspehe in nagradi:
- 2008: Festival Marija Reka - Zmaga.
- 2010: Polkina zvezda (oddaja Polka in majolka) - Zmaga.

## Diskografija
Ansambel Mladi korenjaki je do sedaj izdal 3 projekte:
- Mladi Korenjaki - koncert v živo/Die jungen Helden - LIVE

1. Na Golici
2. Gremo na Gorenjsko
3. Le spomin deklica
4. Prijateljem harmonike
5. Megle v kotanjah
6. Tinka Tonka
7. Janezov bariton
8. Na avtocesti
9. Kraguljčki na saneh
10. Ostal sem sam
11. Slovenski pozdrav
12. Te pa tikou vredi
13. Z Bohinja
14. Proti jutru

- Sprašujem se

1. Sprašujem se
2. Zakaj ne priznaš
3. Ferienzeit
4. Solzica
5. Zakonski stan je resna stvar
6. Naj vam povem
7. Prava muzika
8. Pesem združuje

- I(ch) find Oberkreiner cool

1. Wir sind die Jungen Helden
2. Pod gospodično
3. Stari časi
4. Karawanken-Marsch
5. Party "made in Oberkrein"
6. Naj vam povem
7. Beim Picknikc
8. I(ch) find Oberkreiner cool
9. Auf der Skupica
10. Mladi Korenjaki-Polka
11. Wer sagt, dass ein Mann niemals treu sein kann
12. Ferienzeit
13. Pod gospodično (s tremi klarineti)

## Največje uspešnice
Ansambel Mladi korenjaki je najbolj poznan po naslednjih skladbah:
- Korenjak
- Najin poljub
- Solzica
- Sprašujem se